# Шалуновский, Владимир Николаевич
Владимир Николаевич Шалуновский (31 декабря 1918, Шахово, Фатежский район, Курская область — 28 января 1980, Москва) — советский кинокритик, главный редактор журнала «Советский фильм». Заслуженный работник культуры РСФСР (1971).

## Биография
В 1940 году вступил в ВКП(б). В июле 1941 года ушёл на фронт. Служил в составе 5-й воздушной армии. В марте 1943 года был демобилизован в звании капитана.
В 1948 году окончил сценарный факультет Всесоюзного государственного института кинематографии (мастерская Валентина Туркина).
В 1954—1973 годах был ответственным редактором Центрального телевидения, возглавлял отдел кино газеты «Советское искусство», был членом редколлегии газеты «Советская культура», главным редактором газеты «Советское кино», членом редколлегии и редактором по кино и телевидению Агентства печати «Новости».
В 1975—1980 годах работал главным редактором журнала «Советский фильм».
Печатался с 1948 года. Автор многих статей по проблемам киноискусства. Был членом Международной федерации кинопрессы ФИПРЕССИ.
Умер 28 января 1980 года в Москве. Похоронен на Новодевичьем кладбище.